# 刘易斯·金斯堡
刘易斯·金斯堡 （英語：Louis Ginsberg，1895–1976）是一位美国诗人。他是诗人艾伦·金斯堡的父亲。